# Hubert H. Humphrey

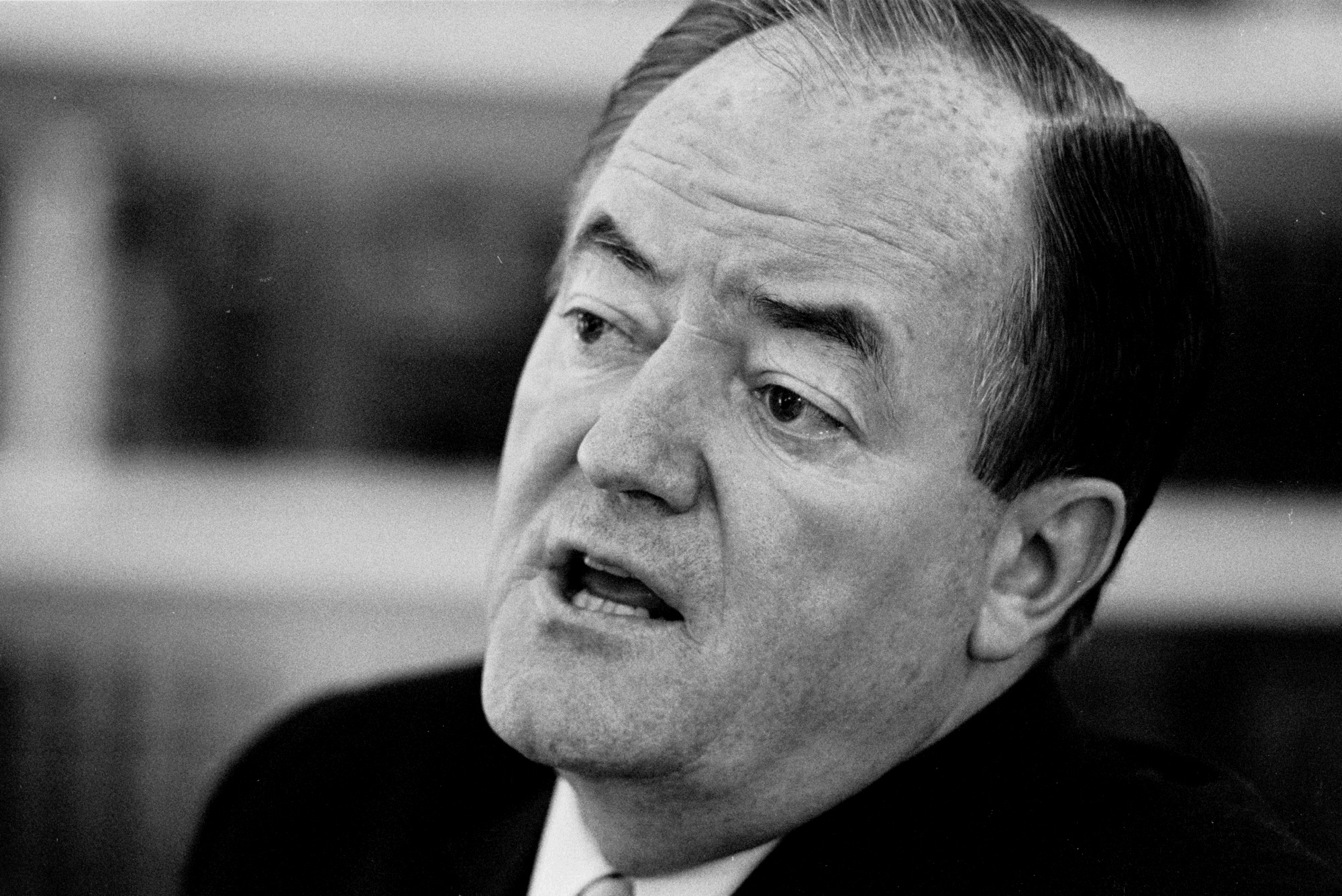
Hubert Horatio Humphrey (1965)

Hubert Horatio Humphrey (* 27. Mai 1911 in Wallace, Codington County, South Dakota; † 13. Januar 1978 in Waverly, Minnesota) war ein US-amerikanischer Politiker und von 1965 bis 1969 unter Lyndon B. Johnson der 38. Vizepräsident der Vereinigten Staaten. Zuvor war er von 1945 bis 1948 Bürgermeister von Minneapolis und besaß von 1949 bis 1964 sowie nochmals von 1971 bis zu seinem Tod ein Mandat im US-Senat.

## Leben
Humphrey studierte zunächst Pharmazie und leitete von 1933 bis 1937 seine eigene Apotheke. Anschließend studierte er Politikwissenschaft und machte seinen Abschluss an den Universitäten von Minnesota und Louisiana. Während des Zweiten Weltkriegs war er 1942 der staatliche Direktor für die Ausbildung und Wiederbeschäftigung in der neuen Produktion und Leiter des Kriegsdienstprogramms in Minnesota. 1943 bekleidete er kurzzeitig den Posten als stellvertretender Direktor der War Manpower Commission. Von 1943 bis 1944 war Humphrey Professor für Politikwissenschaften am Macalester College in Saint Paul und leitete dort die neu geschaffene Abteilung für internationale Debatten, die sich mit der internationalen Politik des Zweiten Weltkriegs und der Gründung der Vereinten Nationen befasste. Nachdem er Macalester im Frühjahr 1944 verlassen hatte, arbeitete er als Radiokommentator in Minneapolis.
Nach dem Zweiten Weltkrieg wurde er Bürgermeister von Minneapolis und war von 1949 bis 1964 demokratischer Senator des Staates Minnesota. Erstmals nationale Bekanntheit erlangte er auf der Democratic National Convention im Jahr 1948 in Philadelphia, wo er sich für die Bürgerrechte der Afroamerikaner und anderer Minoritäten einsetzte.
Bei der Präsidentschaftswahl 1960 kandidierte er als innerparteilicher Kandidat für das Amt des Präsidenten, wurde aber in den internen Vorwahlen von John F. Kennedy geschlagen.
Bei der Präsidentschaftswahl 1964 wurde er als Running Mate von Präsident Lyndon B. Johnson zum demokratischen Kandidaten für die Vizepräsidentschaft nominiert. Nach einem deutlichen Wahlsieg im November 1964 wurde Humphrey am 20. Januar 1965 ins Amt des Vizepräsidenten vereidigt. Im selben Jahr wurde er in die American Academy of Arts and Sciences gewählt. Humphrey war bekannt als ein Befürworter des Vietnamkrieges. Berühmtheit in Deutschland erlangte er auch, als die Presse, im Vorfeld seines Besuches in Deutschland im April 1967, die Kommunarden der Kommune I zu Attentätern hochstilisierte, als diese Tüten, gefüllt mit Pudding, Mehl und Farbstoff, gegen Bäume warfen. Dieses so genannte Pudding-Attentat war einer der frühen formativen Momente der deutschen 68er-Bewegung. Nach der Ermordung Robert F. Kennedys wurde er auf dem chaotischen Parteikonvent der Demokraten in Chicago Ende August 1968 zum demokratischen Präsidentschaftskandidaten nominiert. Die Wahl am 5. November 1968 gegen den Republikaner Richard Nixon ging aber in einem Kopf-an-Kopf-Rennen zu seinen Ungunsten aus. Humphrey schied am 20. Januar 1969 aus dem Amt des Vizepräsidenten.

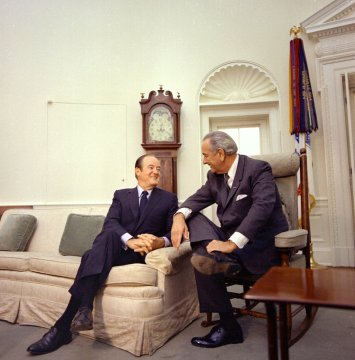
Humphrey (links) im Oval Office mit Präsident Johnson

Nach seinem Ausscheiden wurde er noch im selben Jahr Professor am Macalester College in St. Paul und an der Universität von Minnesota. Auch war er im Verwaltungsrat der Encyclopaedia Britannica Inc. tätig. Im Anschluss war er kurzzeitig nochmals Dozent, bevor er von 1970 an bis zu seinem Tod wieder Senator war. 1972 bewarb er sich erneut erfolglos um das Präsidentenamt, 1976 lehnte er eine Kandidatur ab.
Der amerikanische Liedermacher und Satiriker Tom Lehrer widmete Humphrey seinen Song Whatever Became of Hubert?, der sich in satirischer Weise mit seiner eher unscheinbaren Tätigkeit als Vizepräsident befasst. Der Metrodome in Minneapolis, die Spielstätten der Minnesota Vikings, Minnesota Twins und der Footballmannschaft der University of Minnesota trugen bzw. tragen seinen Namen.
Humphrey war seit 1936 mit Muriel Humphrey verheiratet. Aus der Ehe gingen drei Söhne und eine Tochter hervor.
Hubert Horatio Humphrey starb am 13. Januar 1978 zu Hause in Waverly im Alter von 66 Jahren an Blasenkrebs.